# Паскуале Доменіко Рокко
Паскуале Доменіко Рокко (італ. Pasquale Domenico Rocco, нар. 11 жовтня 1970, Падерно-Дуньяно) — італійський футболіст, що грав на позиції півзахисника.
Насамперед відомий виступами за «Перуджу» та олімпійську збірну Італії.
Чемпіон Італії. 

## Клубна кар'єра
Народився 11 жовтня 1970 року в місті Падерно-Дуньяно. Вихованець футбольної школи клубу «Інтернаціонале». Дорослу футбольну кар'єру розпочав 1988 року в основній команді того ж клубу, в якій провів один сезон, взявши участь лише в одному матчі чемпіонату. 

Паскуале Доменіко Рокко під час виступів за «Кальярі». 1990 рік.

Своєю грою за цю команду привернув увагу представників тренерського штабу клубу «Кальярі», до складу якого приєднався на умовах оренди 1989 року. Відіграв за головну команду Сардинії наступні два сезони своєї ігрової кар'єри. Більшість часу, проведеного у складі «Кальярі», був основним гравцем команди.
Після завершення терміну оренди повернувся до «Інтернаціонале», тренери якого зацікавленості в послугах молодого гравця не виявили і він залишив міланський клуб. Протягом 1991—1994 рік грав у складі «Венеції» та «Пізи».
1994 року уклав контракт з клубом «Перуджа», у складі якого провів наступні два роки своєї кар'єри гравця. Граючи у складі «Перуджи» також здебільшого виходив на поле в основному складі команди. З 1996 року один сезон провів на умовах оренди у складі «Торіно». За рік повернувся до «Перуджі», де провів ще два сезони, цього разу лише епізодично з'являючись на футбольному полі. 
Протягом 1999—2003 років захищав кольори клубів «Кремонезе», «Тревізо» та «Пістоєзе».
Завершив професійну ігрову кар'єру у нижчоліговому клубі «Санджованезе», за команду якого виступав протягом 2004 року.

## Виступи за збірну
1992 року захищав кольори олімпійської збірної Італії. У складі цієї команди провів 3 матчі. У складі збірної — учасник  футбольного турніру на Олімпійських іграх 1992 року в Барселоні.

## Титули і досягнення
- Чемпіон Італії (1):

«Інтернаціонале»:  1988–89